# Beit Iba
Beit Iba, en arabe : بيت إيبا, est un village du gouvernorat de Naplouse en Palestine,  situé à 7 km au nord-ouest de Naplouse, au centre de la Cisjordanie.
Selon le recensement du bureau central palestinien des statistiques, la localité compte une population de 4 079 habitants en 2017.